# Bernardo Malacrida
Bernardo Malacrida (Monte Olimpino, 5 dicembre 1925 – Erba, 16 giugno 2003) è stato un regista italiano.

## Biografia
Nasce a Monte Olimpino nel 1925 da gente semplice, di paese. Dopo i primi studi abbandona il Seminario per dedicarsi al teatro. Frequenta la Scuola del Piccolo Teatro a Milano e, in seguito, la Accademia Nazionale d'Arte Drammatica a Roma.
Nel 1969 partecipa alla fondazione della Famiglia Comasca e fa nascere il Teatro Stabile di Como, "Il Portico degli Amici" (che mutua il nome dal porticato in Villa Pisani Dossi a Cardina). Con l’opera La tragedia è morta, viva la tragedia (testo e regia di Malacrida) inizia un’operazione culturale che vedrà la compagnia e il suo regista protagonisti quasi assoluti del teatro non ufficiale della città di Como. Questa entusiasmante esperienza termina nel 1981, per incomprensioni e difficoltà economiche.  
Oltre che regista, sia in teatro che per la televisione, è stato attore e scrittore.